# Histoire philatélique et postale de Nouvelle-Guinée occidentale

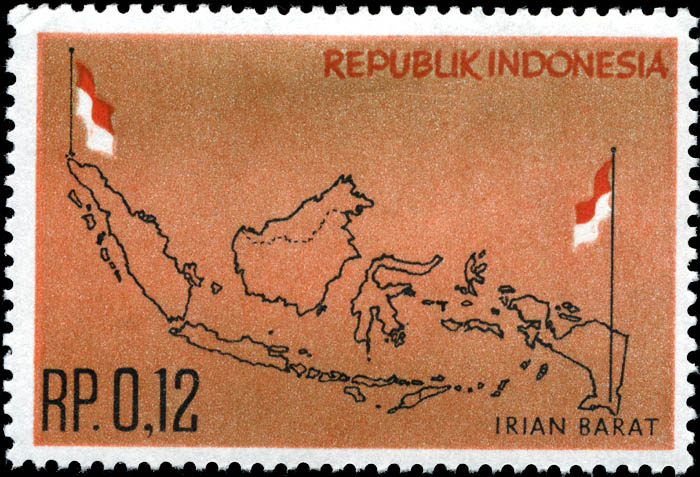
Rp.0.12 Timbre indonésien de 1963.

L'histoire philatélique et postale de la Nouvelle-Guinée occidentale est liée à celle de la lutte entre les Pays-Bas, puissance coloniale, et de l'Indonésie des années 1950 à 1970.
Pour l'histoire philatélique et postale de la Nouvelle-Guinée orientale, voir Histoire philatélique et postale de Papouasie-Nouvelle-Guinée.

## Des Indes néerlandaises à la Nouvelle-Guinée néerlandaises
En 1949, après avoir accepté l'indépendance des Indes néerlandaises devenues l'Indonésie, les Pays-Bas administre cependant encore la Nouvelle-Guinée occidentale. En 1950, vingt-et-un timbres sont émis pour ce nouveau territoire, pris parmi les trois séries d'usage courant de la métropole. Ils sont surchargés « NIEUW GUINEA ».
En 1954, des espèces d'oiseaux illustrent une série de huit petites valeurs légendés « NEDERLANDS NIUW GUINEA ». Les sept plus fortes valeurs sont à l'effigie de la reine Juliana. La majorité des émissions suivantes présentent des surtaxes au profit de différentes œuvres : la Croix-Rouge en 1955 et en 1958, la lutte contre la lèpre et pour l'enfance en 1957, l'aide sociale aux habitants de l'île en 1959.

## Sous administration des Nations unies
À la suite de l'accord de New York, l'Organisation des Nations unies administre la Nouvelle-Guinée occidentale d'octobre 1962 à mai 1963. Les timbres précédents sont surchargés du nom de la mission : « UNTEA » pour « United Nations Temporary Executive Authority » (Autorité exécutive temporaire des Nations unies).

## Sous administration de l'Indonésie
De la prise de contrôle par l'Indonésie en 1963 à l'intégration complète de la province en 1973, l'Indonésie émet des timbres spécifiques pour la Nouvelle-Guinée occidentale, sous le nom d'Irian Barat. Mention surchargée sur des timbres d'Indonésie en 1963, puis timbres propres portant le nom des deux entités : « REPUBLIK INDONESIA / IRIAN BARAT ».
Depuis l'intégration à l'Indonésie en 1973, seuls les timbres de ce dernier ont cours en Nouvelle-Guinée occidentale.